# The Guitar World According to Frank Zappa
The Guitar World According to Frank Zappa è un album discografico di raccolta del chitarrista Frank Zappa, pubblicato nel 1987. Si tratta di un album strumentale.

## Tracce
Side 1
1. Sleep Dirt – 3:17
2. Friendly Little Finger – 4:17
3. Estratto da Revised Music for Guitar and Low-Budget Orchestra – 1:45
4. Things That Look Like Meat – 6:06

Side 2
1. Down in de Dew – 2:54
2. A Solo from Heidelberg – 5:26
3. A Solo from Cologne – 5:11
4. A Solo from Atlanta – 4:05